# Павлов, Артемий Ефимович
Артемий Ефимович Павлов (21 июня [3 июля] 1891, Кычино, Вятская губерния — 19 февраля 1972, Ижевск) — советский государственный и партийный деятель, председатель Президиума Верховного Совета Удмуртской АССР (1939—1949).

## Биография
Родился в деревне Кычино (ныне — в Ярском районе Удмуртии).
В 1927 году окончил один курс Казанского коммунистического университета, в 1937 г. — прослушал курсы директоров машинно-тракторных станций при Ленинградской высшей сельскохозяйственной школе.
В 1914 году поступил на службу в русскую армию, с 1918 г. — в РККА. Участник Гражданской войны.
- 1921—1925 гг. — председатель Кычинского сельского Совета, председатель исполнительного комитета Уканского волостного Совета,
- 1927—1928 гг. — секретарь Понинского волостного комитета ВКП(б),
- 1928—1936 гг. — заведующий Глазовским отделением сельскохозяйственного снабжения, заведующий отделением Вотского сельхозкредитсоюза, председатель Глазовского правления «Коопхлеб», директор Балезинской, Кезской машинно-тракторной станции,
- 1937 г. — председатель исполнительного комитета Глазовского районного Совета (Удмуртская АССР), директор сенокосной конной станции (Улан-Батор, Монголия),
- март-июль 1938 г. — второй заместитель председателя СНК Удмуртской АССР,
- 1938—1939 гг. — народный комиссар лесной промышленности Удмуртской АССР,
- 1939—1949 гг. — председатель Президиума Верховного Совета Удмуртской АССР.

Депутат Верховного Совета СССР 1-2-го созывов.

## Награды и звания
Награждён орденами Отечественной Войны I-й степени и Красной Звезды.